# Mistrzostwa Świata w Lekkoatletyce 2015 – sztafeta 4 × 100 m mężczyzn
Sztafeta 4 × 100 metrów mężczyzn – jedna z konkurencji biegowych rozegranych podczas lekkoatletycznych mistrzostw świata na Stadionie Narodowym w Pekinie.
Tytuł mistrzowski obronili Jamajczycy.

## Terminarz
| Data        | Godzina |            |
| ----------- | ------- | ---------- |
| 29 sierpnia | 12:20   | Eliminacje |
| 29 sierpnia | 21:10   | Finał      |

## Rekordy
Tabela prezentuje rekord świata, rekordy poszczególnych kontynentów, mistrzostw świata, a także najlepszy rezultat na świecie w sezonie 2015 przed rozpoczęciem mistrzostw.
|                            | Zawodnik                                                                             | Wynik | Miejsce  | Data                     |
| -------------------------- | ------------------------------------------------------------------------------------ | ----- | -------- | ------------------------ |
| Rekord świata              | Jamajka · (Nesta Carter, Michael Frater, Yohan Blake, Usain Bolt)                    | 36,84 | Londyn   | 11 sierpnia 2012(dts)    |
| Rekord mistrzostw świata   | Jamajka · (Nesta Carter, Michael Frater, Yohan Blake, Usain Bolt)                    | 37,04 | Daegu    | 4 września 2011(dts)     |
| Listy światowe             | Stany Zjednoczone · (Mike Rodgers, Justin Gatlin, Tyson Gay, Ryan Bailey)            | 37,38 | Nassau   | 2 maja 2015(dts)         |
| Rekord Afryki              | Niger · (Osmond Ezinwa, Olapade Adeniken, Francis Obikwelu, Davidson Ezinwa)         | 37,94 | Ateny    | 9 sierpnia 1997(dts)     |
| Rekord Azji                | Chiny · (Chen Shiwei, Xie Zhenye, Su Bingtian, Zhang Peimeng)                        | 37,99 | Incheon  | 2 października 2014(dts) |
| Rekord Ameryki Północnej   | Jamajka · (Nesta Carter, Michael Frater, Yohan Blake, Usain Bolt)                    | 36,84 | Londyn   | 11 sierpnia 2012(dts)    |
| Rekord Ameryki Południowej | Brazylia · (Vicente de Lima, Édson Ribeiro, André da Silva, Claudinei da Silva)      | 37,90 | Sydney   | 30 września 2000(dts)    |
| Rekord Europy              | Wielka Brytania · (Jason Gardener, Darren Campbell, Marlon Devonish, Dwain Chambers) | 37,73 | Sevilla  | 29 sierpnia 1999(dts)    |
| Rekord Australii i Oceanii | Australia · (Paul Henderson, Tim Jackson, Steve Brimacombe, Damien Marsh)            | 38,17 | Göteborg | 12 sierpnia 1995(dts)    |
| Rekord Australii i Oceanii | Australia · (Anthony Alozie, Isaac Ntiamoah, Andrew McCabe, Josh Ross)               | 38,17 | Londyn   | 10 sierpnia 2012(dts)    |

## Minima kwalifikacyjne
Aby zakwalifikować się do mistrzostw, należało znaleźć się w ósemce najlepszych sztafet zawodów 2014 roku lub ośmiu najlepszych sztafet na światowych listach według rankingu czasów (zaliczano wyniki uzyskane w okresie od 1 stycznia 2014 do 10 sierpnia 2015).

## Rezultaty

### Eliminacje
Awans: Trzy najlepsze z każdego biegu (Q) plus 2 z najlepszymi czasami (q).
| Pozycja | Bieg | Tor | Reprezentacja            | Zawodnicy                                                                         | Czas  | Uwagi |
| ------- | ---- | --- | ------------------------ | --------------------------------------------------------------------------------- | ----- | ----- |
| 1.      | 2    | 4   | Jamajka                  | Nesta Carter, Asafa Powell, Rasheed Dwyer, Nickel Ashmeade                        | 37,41 | Q,    |
| 2.      | 2    | 6   | Francja                  | Emmanuel Biron, Christophe Lemaitre, Guy-Elphège Anouman, Jimmy Vicaut            | 37,88 | Q,    |
| 3.      | 1    | 8   | Stany Zjednoczone        | Trayvon Bromell, Justin Gatlin, Tyson Gay, Michael Rodgers                        | 37,91 | Q     |
| 4.      | 2    | 8   | Chińska Republika Ludowa | Mo Youxue, Xie Zhenye, Su Bingtian, Zhang Peimeng                                 | 37,92 | Q,    |
| 5.      | 2    | 7   | Antigua i Barbuda        | Chavaughn Walsh, Daniel Bailey, Jared Jarvis, Miguel Francis                      | 38,01 | q,    |
| 6.      | 2    | 9   | Kanada                   | Justyn Warner, Andre De Grasse, Brendon Rodney, Aaron Brown                       | 38,03 | q,    |
| 7.      | 1    | 9   | Wielka Brytania          | Richard Kilty, Harry Aikines-Aryeetey, James Ellington, Daniel Talbot             | 38,20 | Q,    |
| 8.      | 2    | 5   | Holandia                 | Solomon Bockarie, Patrick van Luijk, Liemarvin Bonevacia, Hensley Paulina         | 38,41 | SB    |
| 9.      | 1    | 5   | Niemcy                   | Julian Reus, Sven Knipphals, Alexander Kosenkow, Aleixo-Platini Menga             | 38,57 | Q     |
| 10.     | 1    | 7   | Japonia                  | Kazuma Ōseto, Kenji Fujimitsu, Takuya Nagata, Kotaro Taniguchi                    | 38,60 |       |
| 11.     | 1    | 3   | Ukraina                  | Roman Krawcow, Serhij Smełyk, Wołodymyr Suprun, Witalij Korż                      | 38,79 | SB    |
| 12.     | 1    | 6   | Bahamy                   | Warren Fraser, Shavez Hart, Elroy McBride, Teray Smith                            | 38,96 | SB    |
| –       | 1    | 4   | Brazylia                 | Gustavo dos Santos, Aldemir da Silva Junior, Bruno de Barros, José Carlos Moreira | DNF   | DNF   |
| –       | 2    | 3   | Południowa Afryka        | Henricho Bruintjies, Anaso Jobodwana, Antonio Alkana, Akani Simbine               | DNF   | DNF   |

### Finał
| Pozycja | Tor | Reprezentacja            | Zawodnicy                                                              | Czas  | Uwagi  |
| ------- | --- | ------------------------ | ---------------------------------------------------------------------- | ----- | ------ |
| 01 !    | 4   | Jamajka                  | Nesta Carter, Asafa Powell, Nickel Ashmeade, Usain Bolt                | 37,36 | WL     |
| 02 !    | 9   | Chińska Republika Ludowa | Mo Youxue, Xie Zhenye, Su Bingtian, Zhang Peimeng                      | 38,01 |        |
| 03 !    | 3   | Kanada                   | Aaron Brown, Andre De Grasse, Brendon Rodney, Justyn Warner            | 38,13 |        |
| 4.      | 8   | Niemcy                   | Julian Reus, Sven Knipphals, Alexander Kosenkow, Aleixo-Platini Menga  | 38,15 | SB     |
| 5.      | 5   | Francja                  | Emmanuel Biron, Christophe Lemaitre, Guy-Elphège Anouman, Jimmy Vicaut | 38,23 |        |
| 6.      | 2   | Antigua i Barbuda        | Chavaughn Walsh, Daniel Bailey, Jared Jarvis, Miguel Francis           | 38,61 |        |
| –       | 7   | Wielka Brytania          | Richard Kilty, Daniel Talbot, James Ellington, Chijindu Ujah           | DNF   | DNF    |
| –       | 6   | Stany Zjednoczone        | Trayvon Bromell, Justin Gatlin, Tyson Gay, Michael Rodgers             | DQ    | R170.7 |